# Lepidozia minor
Lepidozia minor là một loài rêu tản trong họ Lepidoziaceae. Loài này được (C. Massal.) Solari miêu tả khoa học lần đầu tiên năm 1983.